# 福満しげゆき
福満 しげゆき（ふくみつ しげゆき、1976年5月11日）は、日本の漫画家。大学夜間部中退（大学名は不明）。

## 人物・経歴
血液型はA型。身長165cm。
工業高校中退後、定時制高校に入学、同校卒業。指定校推薦で大学夜間部に入学するも中退。
高校時代より漫画を描き始め、『週刊少年ジャンプ』へ投稿するも、何の音沙汰も無く、漫画家になる自信を無くしてしまう。しかし、蛭子能収の漫画を読み、感銘を受けて『月刊漫画ガロ』の読者投稿コーナー「4コマガロ」（白取千夏雄が担当）の常連投稿家となる。その後、『ガロ』に持ち込みを行い、副編集長の白取千夏雄に見出され、1997年2月号掲載の「娘味」（福満茂之名義）が入選作となり、プロデビュー。引き続き『ガロ』に持ち込みを続けたが、青林堂の内紛で同誌が休刊に入ってしまう。新たな投稿先を模索する中、1998年に『週刊ヤングマガジン』に投稿したことをきっかけに、時折『ヤングマガジン増刊青BUTA』などのメジャー誌に掲載される。しかし漫画家を続けていく自信を失ってしまい、一時期、漫画と距離を置く。
その後、再び漫画家としての活動を再開するも、主な執筆活動の場は青林工藝舎の『アックス』や幻堂出版の『何の雑誌』、エロ本などのマイナー誌を中心とした時代がしばらく続く。漫画作品以外でもガイナックスのWEB企画「SF百景」でイラストが掲載されたことがある。この頃に数年間同棲を続けてきた「妻」と結婚。2002年に『アックス』で初連載となった福満自身の半自伝作品でもある「僕の小規模な失敗」が話題となり、徐々にファンを獲得し始める。2003年には初の単行本となる「まだ旅立ってもいないのに」が青林工藝舎より刊行される。
単行本が刊行されてからも、更なる活動の場を獲得するべく『月刊IKKI』の新人賞「イキマン」に投稿し、2005年1月号に受賞作「新世紀僕はどうなる」で掲載を果たす。2005年9月に「僕の小規模な失敗」の単行本が刊行されると、メジャー誌の『モーニング』の編集者に見出され、2006年秋からは「僕の小規模な失敗」の続編でもある「僕の小規模な生活」が同誌で不定期掲載を開始。ここを境に、メジャー誌からも仕事の依頼が頻繁に来るようになり、主な執筆の場はマイナー誌からメジャー誌へと移行する。2007年春には『漫画アクション』において、自身の妻を題材にした“自称”4コマ漫画「うちの妻ってどうでしょう?」の連載を開始。同年7月にはそれまで不定期掲載だった「僕の小規模な生活」が、『モーニング』誌上で週刊連載となる。2009年初春、『週刊少年マガジン』で読み切り作品「東村山あたりの夕日」が掲載され、少年誌にも進出した。2009年5月より、「生活」がWeb配信の形で連載再開されている。2009年8月に一児の父になったことを作品内で発表。2010年、「うちの妻ってどうでしょう?」で第14回文化庁メディア芸術祭マンガ部門奨励賞を受賞。
作中では、ホームページを開設する、ネット将棋を楽しむ、BBS上の自著への批判投稿に目を通すなど、福満自身がインターネットを活用する描写が多く見られる。BBS上の自著に対する否定的な意見には、「闇金ウシジマくん」の登場人物・板橋のような破綻した人間の仕業だと思い込むことで、落ち込まないという対処をしているという。

## 作風
- 作中でも明言している通り遅筆であり、そのせいで連載が休載になることも多い。
- 『モーニング』の『僕の小規模な生活』は名目上「長期休載」となっているが、福満本人によると「（続きを）『描きたい』ということを（講談社に）伝えたが、反応が無かった」という旨の発言をしている[8]。『うちの妻ってどうでしょう?』上では「『僕の小規模な生活』につきましては完全に終了いたしました、打ち切り?的な?」と発言している[9]。
- 漫画家で同い年のモリタイシと交流があり、『うちの妻ってどうでしょう?』『僕の小規模な生活』に度々登場している[10]。
- デビュー当初から「枠線以外は定規を使用しない作画」「スター・システム」「登場人物には名前を与えない無名の群集劇」などの特徴がある。

## 作品リスト

### 単行本

#### コミックス
- 『まだ旅立ってもいないのに』（青林工藝舎 2003年） ISBN 4-88379-136-X
- 『カワイコちゃんを2度見る』[注 2]（青林工藝舎 2003年） ISBN 4-88379-146-7
- 『僕の小規模な失敗』（青林工藝舎 2005年） ISBN 4-88379-195-5
- 『10年たって彼らはまた何故ここにいるのか…―why』（幻堂出版 2006年） ISBN 4-944236-26-3
- 『やっぱり心の旅だよ』（青林工藝舎 2007年） ISBN 978-4-88379-234-4
- 『僕の小規模な生活』（講談社）、既刊6巻
- 『生活』、全1巻
- 『うちの妻ってどうでしょう?』（双葉社）、全7巻
- 『福満しげゆきのほのぼのゲームエッセイマンガ』（エンターブレイン 2012年12月） ISBN 978-4-04-728615-3
- 『就職難!! ゾンビ取りガール』（講談社）、既刊2巻
- 『遠回りまみれの青春のタイプの人』（青林工藝舎 2013年8月）エッセイ ISBN 978-4-88379-388-4
- 『中2の男子と第6感』（講談社）、全4巻
- 『娘味 福満しげゆき初期作品集』[注 3]（青林工藝舎 2015年11月） ISBN 978-4-88379-417-1
- 『妻に恋する66の方法』（講談社）、全6巻
- 『終わった漫画家』（講談社）、全3巻
  1. 2017年12月6日発売、ISBN 978-4-06-510527-6
  2. 2018年8月6日発売、ISBN 978-4-06-512343-0
  3. 2019年3月6日発売、ISBN 978-4-06-514745-0
- 『妻と僕の小規模な育児』（講談社）、既刊12巻
  1. 2020年3月11日発売[11]、ISBN 978-4-06-518214-7
  2. 2020年7月8日発売[12]、ISBN 978-4-06-520196-1
  3. 2020年12月9日発売[13]、ISBN 978-4-06-521701-6
  4. 2021年5月12日発売[14]、ISBN 978-4-06-523316-0
  5. 2021年10月20日発売[15]、ISBN 978-4-06-525096-9
  6. 2022年3月18日発売[16]、ISBN 978-4-06-527055-4
  7. 2022年9月20日発売[17]、ISBN 978-4-06-529065-1
  8. 2023年3月20日発売[18]、ISBN 978-4-06-531064-9
  9. 2023年10月19日発売[19]、ISBN 978-4-06-533396-9
  10. 2024年4月18日発売[20]、ISBN 978-4-06-535272-4
  11. 2024年10月18日発売[21]、ISBN 978-4-06-537272-2
  12. 2025年4月18日発売[22]、ISBN 978-4-06-539236-2
- 『ひとくい家族』（双葉社 2021年6月）、既刊1巻、ISBN 978-4-57-585607-1
- 『妻観察日記』（小学館）、全4巻
  1. 2021年6月30日発売、ISBN 978-4-09-861059-4
  2. 2022年4月28日発売、ISBN 978-4-09-861296-3
  3. 2023年3月20日発売、ISBN 978-4-09-861675-6
  4. 2023年12月27日発売、ISBN 978-4-09-862650-2
- 『僕の最後の失敗』スクウェア・エニックス〈ビッグガンガンコミックス〉、2025年4月18日発売[23][24]、ISBN 978-4-7575-9804-1

#### 書籍
- グラグラな社会とグラグラな僕のまんが道（フィルムアート社 2010年5月） ISBN 978-4-8459-1048-9
- 僕の小規模な経済学（朝日新聞出版 2013年2月）ISBN 978-4-02-331163-3
- 僕の小規模なコラム集（イースト・プレス 2013年6月）ISBN 978-4-7816-1002-3

### 漫画

#### 連載作品
- 僕の小規模な失敗（『アックス』、2002年 - 2005年）
- 生活（『アックス』→『モーニングWEB』、2005年 - 2010年）
- 僕の小規模な生活（『モーニング』、2006年 - 2012年9月）
- うちの妻ってどうでしょう?（『漫画アクション』、2007年 - 2015年）
- 福満しげゆきのほのぼのゲームエッセイマンガ（『ファミ通』、2008年 - ）
- 就職難!! ゾンビ取りガール（『モーニング』→『週刊Dモーニング』、2012年9月 - 2014年6月）
- 中2の男子と第6感（『週刊ヤングマガジン』、2014年 - 2016年）
- 妻に恋する66の方法（『イブニング』、2016年7号 - 2019年23号）
- 終わった漫画家（『週刊ヤングマガジン』、2017年13号 - 2019年9号）
- ひとくい家族（『webアクション』、2020年4月 - 2021年4月）
- 洋楽は知らない!!かと言って邦楽もテレビで流れてるていどのものしか知らない!そんな僕のバンド講座（snoozer）
- あの頃キミは半勃ちだった（『Hot SPA!』）
- 福満しげゆきのANIZO（『ジャンプスクエア』）
- ゲームラボ（カットイラストを毎号掲載）
- 妻と僕の小規模な育児[注 4]（『コミックDAYS』、2019年3月 - ）
- 妻観察日記（『ビッグコミックスペリオール』、2020年17号 - 2024年1号）
- 答えのない問い（ウェブ『UOMO』、2023年7月24日 - ）[26]
- 僕の最後の失敗（『月刊ビッグガンガン』2024年Vol.12[27] - 2025年Vol.04[28]）

#### 読み切り作品
- 東村山あたりの夕日
『週刊少年マガジン』2009年8号・10号・20号・36号に掲載。のちに『僕の小規模な生活』3巻に収録。
- 日本のアルバイト（『モーニング』）
2003年に『アックス』33号に描いた作品の続きを『僕の小規模な生活』の連載中に派生として2011年44号 - 45号に前後編掲載。『僕の小規模な生活』第6巻に収録。前作は短編集「カワイコちゃんを2度見る」に収録。
- 秘密基地くん（『ビッグコミックスペリオール』）
『ビッグコミックスペリオール』（小学館）2011年12号に競作シリーズ「hi mi tsu ki chi 2nd season」のゲストとして掲載。アンソロジー単行本「短篇集 hi mi tsu ki chi」に収録。

### エッセイ
- 僕のはきだめ劇場（実話BUNKAタブー、文章エッセイ）
- 小規模な感想文（SPA!、不定期、文章エッセイ）

### その他
- 北尾トロ『危ないお仕事！』新潮文庫、マンガ
- 前田司郎『グレート生活アドベンチャー』新潮文庫版表紙イラスト、解説
- 矢部嵩『紗央里ちゃんの家』角川ホラー文庫、表紙イラスト
- オードリー『オードリーの悪いようにはしませんよ。』ぴあ、表紙イラスト
- キタハラ『踊れ！文芸部』KADOKAWA、表紙イラスト

## 出演
- 橋口幸生による配信イベント「言葉最前線」第4回（2021年9月28日[29]） - ゲスト出演[29]
- マンガのラジオ（2021年10月3日[30] - 10月24日、ニッポン放送のPodcast、全4回[30]） - ゲスト出演[30]